# 吉野文
吉野 文（よしの あや、1968年6月22日 ‐ ）は、テレビ東京アニメ局プロデューサー。元テレビ東京アナウンサー。千葉県出身。跡見学園中学校・高等学校、跡見学園女子大学文学部卒業。身長161cm。血液型B型。

## 経歴
1991年テレビ東京入社。1993年、パーソナリティ室（当時。現在のアナウンス部）に異動。2000年7月の人事異動でアナウンス室を離れた。2017年5月現在はアニメ局アニメ制作部所属。「デュエル・マスターズ」や「ジュエルペット」などの子供向けアニメを中心にプロデュースしている。また、テレビ東京ウルトラシリーズ（2011年～）も開始当初から2020年3月まで担当していた。
2020年4月以降は大石淳子が吉野の枠を担当しており、吉野自身の新規担当作品もなく現在の動向は不明である。

## プロデューサー
2006年
- おはコロシアム
- ふしぎ星の☆ふたご姫 Gyu!
- リトル・アインシュタイン

2007年
- かみちゃまかりん
- しゅごキャラ!
- メイプルストーリー

2008年
- ケロロ軍曹
- ソウルイーター

2009年
- 家庭教師ヒットマンREBORN!
- 極上!!めちゃモテ委員長

2013年
- ジュエルペット きら☆デコッ!
- ジュエルペット ハッピネス
- ふるさと再生 日本の昔ばなし

2014年
- デュエル・マスターズ VS
- レディ ジュエルペット

2015年
- ジュエルペット マジカルチェンジ
- デュエル・マスターズ VSR

2016年
- タイムトラベル少女〜マリ・ワカと8人の科学者たち〜
- ウルトラマンオーブ
- デュエル・マスターズ VSRF
- リルリルフェアリル ～妖精のドア～

2017年
- ウルトラマンジード
- デュエル・マスターズ（2017年）
- ふるさとめぐり 日本の昔ばなし

2018年
- ウルトラマンR/B
- デュエル・マスターズ!

2019年
- ウルトラマンタイガ
- デュエル・マスターズ!!

## 番組担当
2008年
- スティッチ!

2011年
- ウルトラマン列伝
- ゆるゆり

2013年 - 2015年、2020年
- 新ウルトラマン列伝
  - ウルトラマンギンガ
  - ウルトラマンギンガS
  - ウルトラマンX
  - ウルトラマン クロニクル ZERO&GEED

## アナウンサー時代の担当番組
報道・情報番組
| 期間         | 期間         | 番組名                 | 役職                 |
| ------------ | ------------ | ---------------------- | -------------------- |
| 同局入社直後 | 同局入社直後 | 株式ニュース           | キャスター           |
| 同局入社直後 | 同局入社直後 | ニュース日経夕刊       | キャスター           |
| 同局入社直後 | 同局入社直後 | TXNニュース            | シフト勤務キャスター |
| 1996年4月    | 1998年9月    | ニュースマーケットLIVE | メインキャスター     |
| 1997年10月   | 2000年6月    | ニュースウォッチ       | シフト勤務キャスター |

その他
- 週刊!テレビ五つ星
- とうきょう手帳